# Renseneb
Renseneb oder Amenemhet Renseneb, auch Ranisoneb oder Reniseneb, war ein altägyptischer König (Pharao) und 13. Herrscher der 13. Dynastie (Zweite Zwischenzeit).

## Belege
Dieser Herrscher erscheint im Turiner Königspapyrus (6.16), wobei als Rn[s]nb – das S nicht erhalten ist, aber mit ziemlicher Sicherheit rekonstruiert werden kann. Mit einer Regierungszeit von vier Monaten ist er sonst nur von einer künstlichen Perle bekannt. Darauf trägt er den Doppelnamen Amenemhet Renseneb. Der Name ist wohl eigentlich als Reniseneb zu verstehen und bedeutet Mein Name ist gesund. Kim Ryholt deutet den Doppelnamen als Abstammungsangabe (Filiation): des Amenemhet [Sohn] Reniseneb. Diese Deutung ist jedoch in der Forschung umstritten.